# Tabla (stolica tytularna)
Tabla (łac. Diocesis Tablensis) – stolica historycznej diecezji we Cesarstwie rzymskim w prowincji Mauretania Cezarensis, zlikwidowana w VII w. podczas ekspansji islamskiej, współcześnie w północnej Algierii. Obecnie katolickie biskupstwo tytularne. 

## Biskupi tytularni
| Lp. | Biskup                   | Funkcja                                  | Od                   | Do                |
| --- | ------------------------ | ---------------------------------------- | -------------------- | ----------------- |
| 1   | Henry Joseph Grimmelsman | emerytowany biskup Evansville (USA)      | 18 października 1965 | 26 czerwca 1972   |
| 2   | Zacarias Kamwenho        | biskup pomocniczy Luandy (Angola)        | 26 sierpnia 1974     | 10 sierpnia 1975  |
| 3   | Oriano Quilici           | nuncjusz apostolski                      | 13 listopada 1975    | 3 listopada 1998  |
| 4   | Lino Belotti             | biskup pomocniczy Bergamo (Włochy)       | 15 maja 1999         | 23 marca 2018     |
| 5   | Richard Henning          | biskup pomocniczy Rockville Centre (USA) | 8 czerwca 2018       | 23 listopada 2022 |
| 6   | Juan Esposito-Garcia     | biskup pomocniczy Waszyngtonu (USA)      | 19 grudnia 2022      |                   |